# Francesco Piticchio
Francesco Piticchio, také Peticchio, (? Palermo – 1800? tamtéž) byl italský hudební skladatel.

## Život
Piticchio narodil patrně v Palermu, datum narození není známo. V roce 1760 se stal kapelníkem ve svém rodném městě. V roce 1777 pobýval v Římě, kde uvedl svou první operu Il ciarlatano accusato a spolupracoval s Giuseppe Gazzanigou na opeře Il marchese di Verde Antico, která měla v lednu následujícího roku premiéru v divadle Teatro Capranica.
V roce 1782 odcestoval s italským divadelním souborem do Německa , kde působil jako skladatel a cembalista v Braunschweigu, Drážďanech a dalších německých městech. V roce 1787, v době premiéry opery Don Giovanni Wolfganga Amadea Mozarta, byl v Praze ředitelem Nosticova (dnes Stavovského) divadla.
Po kratším působení ve Vídni se vrátil do Itálie. Usadil se v Neapoli a dne 13. srpna 1798 měla v divadle Teatro San Carlo premiéru jeho poslední opera La vendetta di Medea. Po vypuknutí neapolské revoluce v roce 1799 odešel do Palerma, kde patrně roku 1800 zemřel.

## Dílo
- Il ciarlatano accusato (dramma giocoso, 1777, Řím nebo Benátky)
- Il marchese di Verde Antico (intermezzo, spolupráce Giuseppe Gazzaniga, 1778, Řím)
- Didone abbandonata (opera seria, libreto Pietro Metastasio, 1780, Palermo)
- Il militare amante (dramma giocoso, 1781, Řím)
- Gli amanti alla prova (dramma giocoso, libreto Giovanni Bertati, 1785, Drážďany)
- Il Bertoldo (dramma giocoso, libreto Lorenzo da Ponte, 1787, Vídeň)
- La vendetta di Medea (opera seria, libreto O. Balsamo, 1798, Neapol)